# Горки (Червенский район)
Горки (бел. Горкі) — деревня в Червенском районе Минской области Беларуси. Входит в состав Ляденского сельсовета.

## Географическое положение
Находятся примерно в 18 километрах юго-восточнее райцентра, в 80 км от Минска и в 18 км от железнодорожной станции Гродзянка по линии Верейцы—Гродзянка, на автодороге Червень—Ляды (Червень—Якшицы), к северо-западу от деревни Горковская Слобода.

## История
Населённый пункт впервые упоминается во второй половине XVI века и принадлежал Котовичу, позднее перешёл во владения Вишневецких, в то время он входил в состав Свислочской волости Великого княжества Литовского. На 1767 год деревня насчитывала 14 дворов, где проживали 52 человека, и принадлежала Ф. Завише. После второго раздела Речи Посполитой 1793 года вошла в состав Российской Империи. На 1799 год принадлежала К. Завише и относилась к Игуменскому уезду Минской губернии, здесь было 15 дворов и 167 жителей, располагались деревянная униатская каплица, корчма, панский двор с домами для слуг. На 1845 год деревня входила в состав имения Богушевичи, принадлежавшего Ч. Свенторжецкому. На 1858 год здесь было 18 дворов. В начале 1880-х село, относившееся к Якшицкой волости и насчитывавшее 35 дворов, где жили 243 человека, также здесь работали православная церковь и школа церковной грамоты, где на 1884 год обучались 18 мальчиков. В 1895 году в Горках начала работу мельница, оборудованная паровым двигателем. Согласно Переписи населения Российской империи 1897 года деревня Горки или Большие Горки, насчитывавшая 39 дворов, где проживали 299 человек, здесь находились часовня, кузница и хлебозапасный магазин. Вблизи деревни также располагалось одноименное имение, где было 10 дворов и 82 жителя, функционировали паровая мельница, крупорушка, сукновальня, православная церковь, корчма, магазин, ежегодно 9 мая проводился торжок. В начале XX века в деревне было 56 дворов, проживали 309 человек. В 1910 году горецкая церковно-приходская школа насчитывала 65 учеников. На 1917 год в Горках было 49 дворов и 363 жителя. С февраля по декабрь 1918 года деревня была оккупирована немцами, с августа по июль 1920 года — поляками. 20 августа 1924 года деревня стала центром вновь образованного Горецкого (Горковского) сельсовета Червенского района Минского округа (с 20 февраля 1938 года — Минской области). Согласно Переписи населения СССР 1926 года, здесь насчитывалось 70 дворов, проживали 429 человек. На начало 1930-х в деревне работали колхоз «Энергия», паровая мельница, сукновальня, конная крупорушка и кузница. Во время Великой Отечественной войны деревня была оккупирована немецко-фашистскими захватчиками в начале июля 1941 года. В лесах вокруг деревни развернули активную деятельность партизаны бригады «Красное Знамя». 30 жителей деревни погибли на фронтах. Освобождена в начале июля 1944 года. 16 июля 1954 года в связи с упразднением Горковского сельсовета деревня передана в Ляденский сельсовет. На 1960 год её население составило 232 человека. На 1997 год в Горках насчитывалось 44 дома и 85 жителей, тогда здесь располагались контора совхоза «Горки», животноводческая ферма, мастерские по ремонту сельскохозяйственной техники, школа, детские сад-ясли, фельдшерско-акушерский пункт, ветеринарный пункт, клуб, библиотека, отделение сбербанка и связи, два магазина и комплексный приёмный пункт бытового обслуживания населения.

## Инфраструктура
На 2013 год в деревне функционировали Горковское лесничество, Дом фольклора, библиотека, фельдшерско-акушерский пункт, магазин, отделение связи.

## Население
- 1767 — 14 дворов, 52 жителя
- 1799 — 15 дворов, 157 жителей
- 1858 — 18 дворов
- 1880-е — 35 дворов, 243 жителя
- 1897 — 49 дворов, 381 житель (деревня + имение)
- начало XX века — 56 дворов, 309 жителей
- 1917 — 49 дворов, 363 жителя
- 1926 — 70 дворов, 429 жителей
- 1960 — 232 жителя
- 1997 — 44 двора, 85 жителей
- 2013 — 25 дворов, 38 жителей